# Tadoussac
Tadoussac ist eine Ortschaft in der kanadischen Provinz Québec. Sie liegt an der Mündung des Saguenay-Fjords in den Sankt-Lorenz-Strom, etwa 210 km nordöstlich von der Stadt Québec entfernt.

## Geschichte

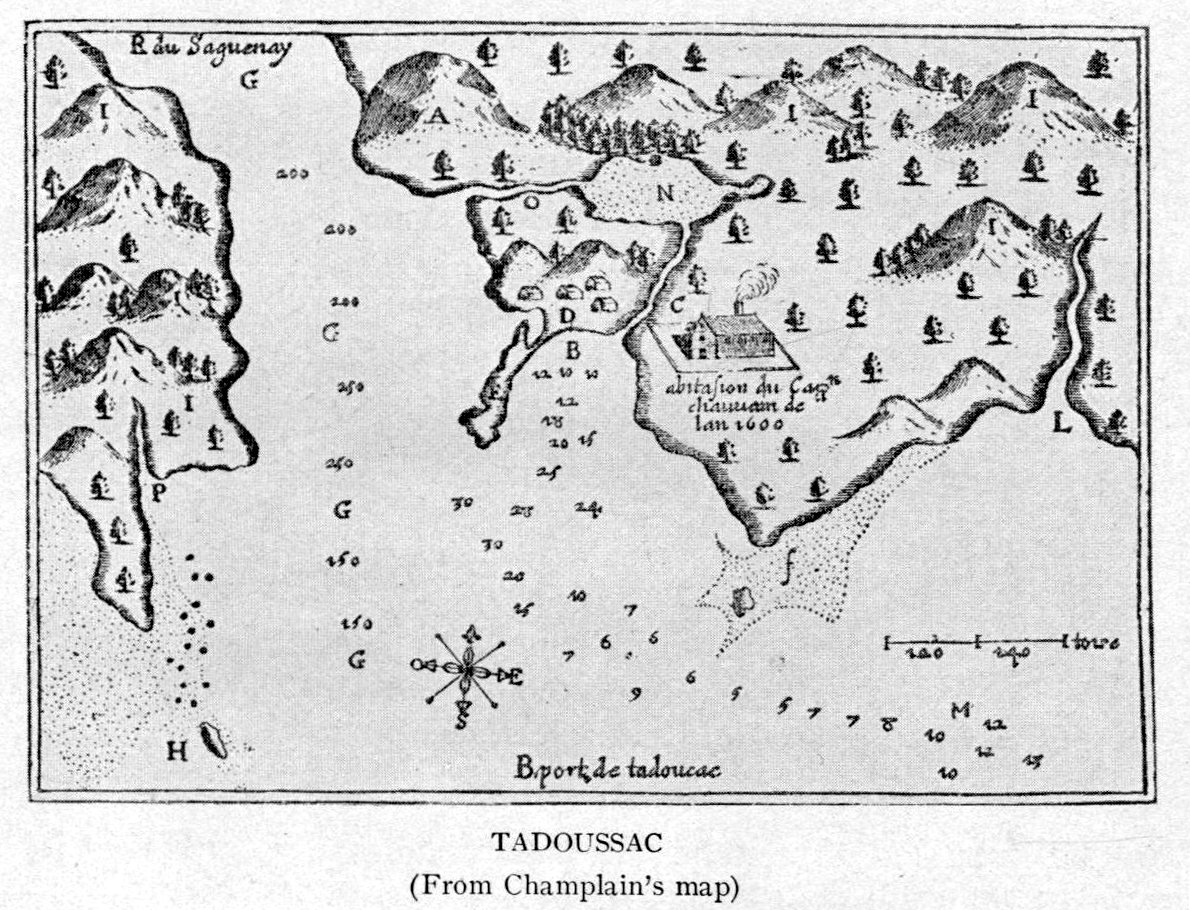
Karte des Hafens von Tadoussac (aus Champlains Karte, um 1612)

Im 16. Jahrhundert begannen baskische und bretonische Fischer mit örtlichen Montagnais-Indianern Handel zu treiben. Pierre Chauvin gründete 1600 in Tadoussac den ersten dauerhaften französischen Handelsposten in Neufrankreich. Eine solche Handelsstation ist heute als Museum rekonstruiert. Die Bucht war Ausgangspunkt für Forschungsreisen und Zentrum des Walfangs. Seit Mitte des 19. Jahrhunderts entwickelte sich der Tourismus. Kreuzfahrtschiffe liefen den Ort an. Das prachtvolle „Hotel Tadoussac“ aus dem Jahr 1864 dominiert bis heute das Ortsbild. 1984 diente das Hotel als Kulisse für den Film Hotel New Hampshire.

## Walbeobachtung
Tadoussac ist einer der besten Walbeobachtungsplätze der Welt. Im Mündungsgebiet des Saguenay ist u. a. eine etwa 500 Exemplare zählende Belugapopulation sesshaft. Je nach Jahreszeit lassen sich Buckelwale, Finnwale, Zwergwale und Blauwale beobachten. An der Küste des Ortes finden sich verschiedene Aussichtspunkte zur Walbeobachtung. Von Tadoussac oder dem benachbarten Les Escoumins werden auch Bootstouren zur Walbeobachtung angeboten. In kleinen Festrumpfschlauchbooten kann man den Walen recht nahekommen. In Tadoussac befindet sich das Museum und Forschungszentrum Centre d’interprétation des mammifères marins (CIMM), wo das Leben der Meeressäugetiere multimedial veranschaulicht wird.

## Verkehr
Über den Rivière Saguenay verkehrt rund um die Uhr eine kostenlose Fähre der Société des traversiers du Québec nach Baie-Sainte-Catherine.

## Sehenswürdigkeiten
- Alte Kapelle
- Handelsposten Pierre Chauvin
- CIMM Informationszentrum für Meeressäugetiere

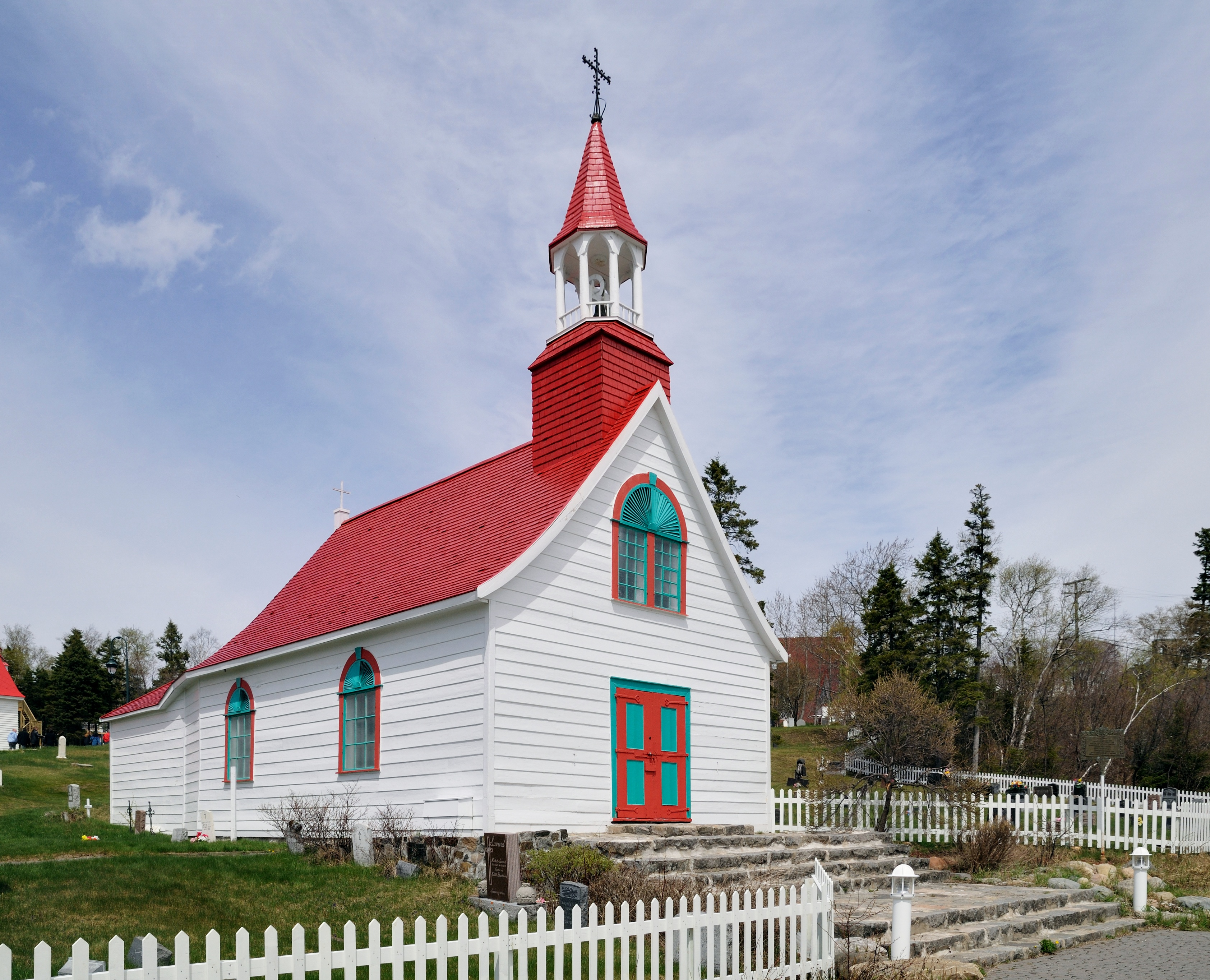
Alte Kapelle
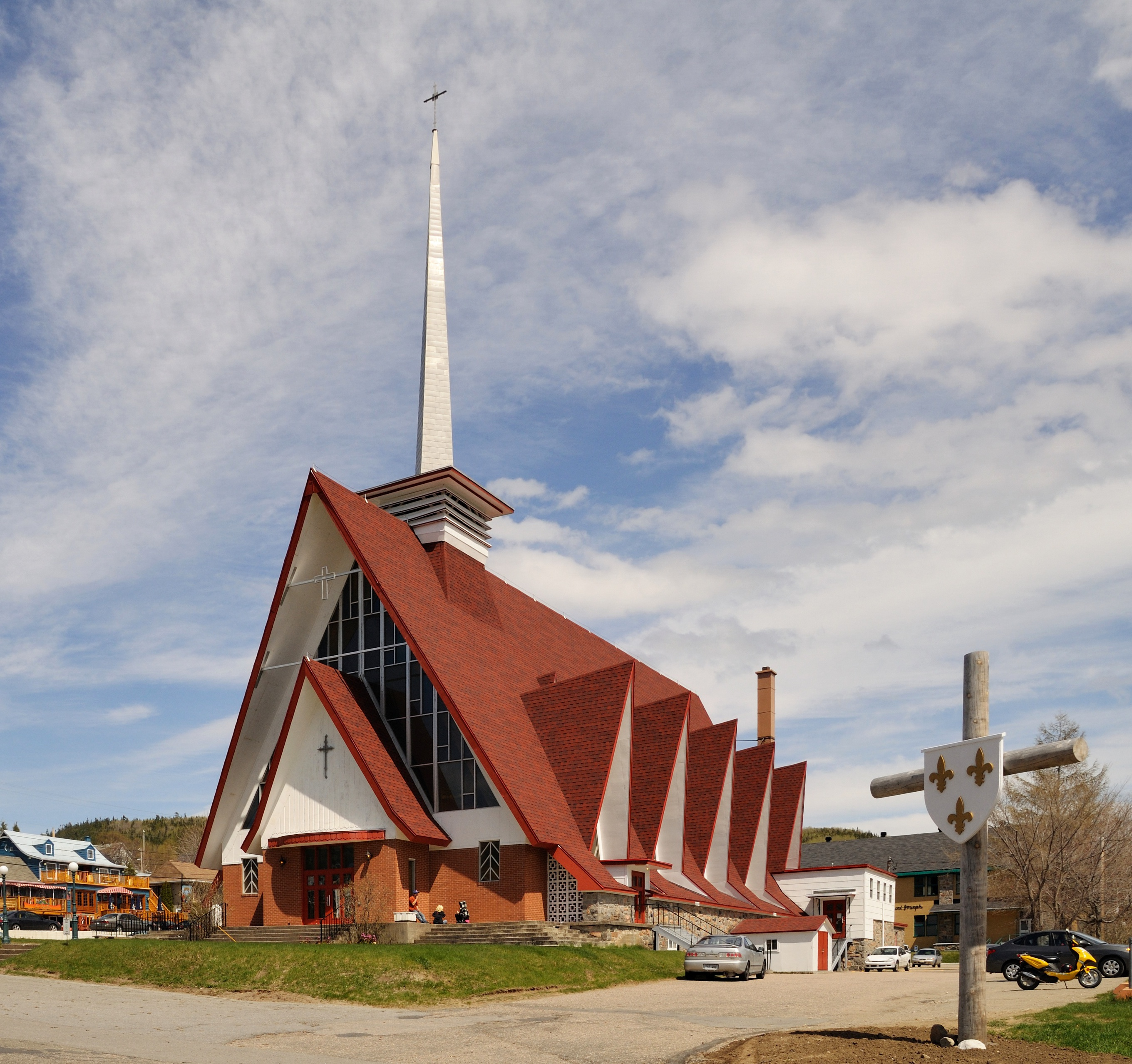
Presbyterianische Kirche
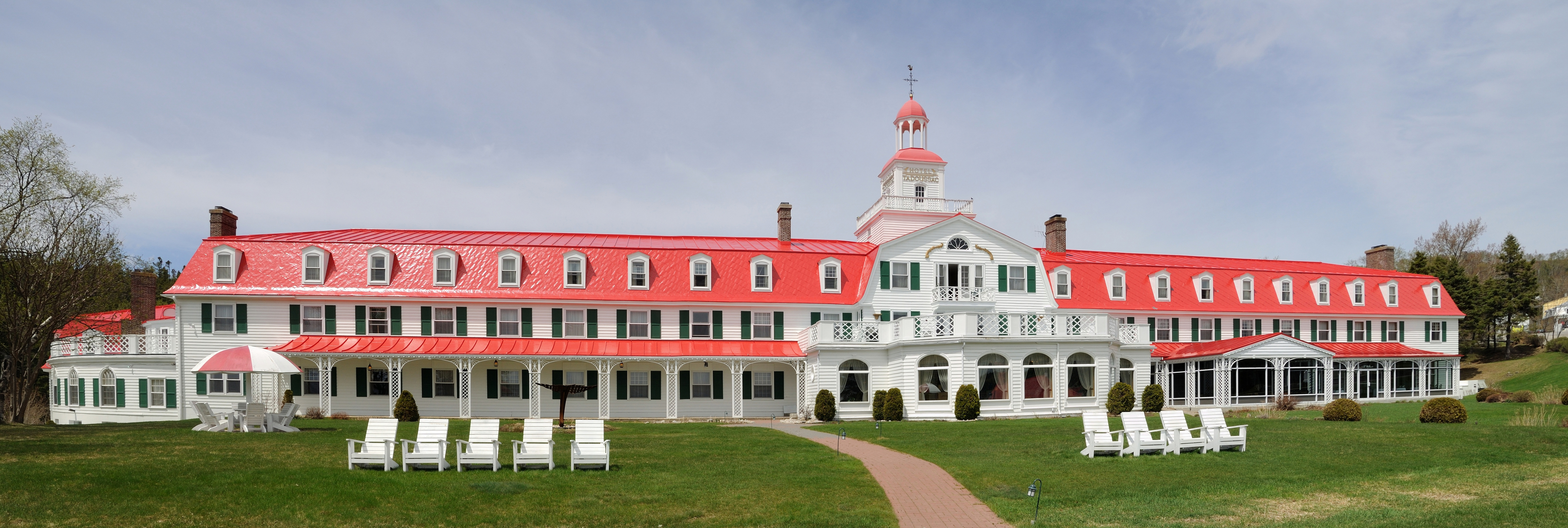
Hotel Tadoussac
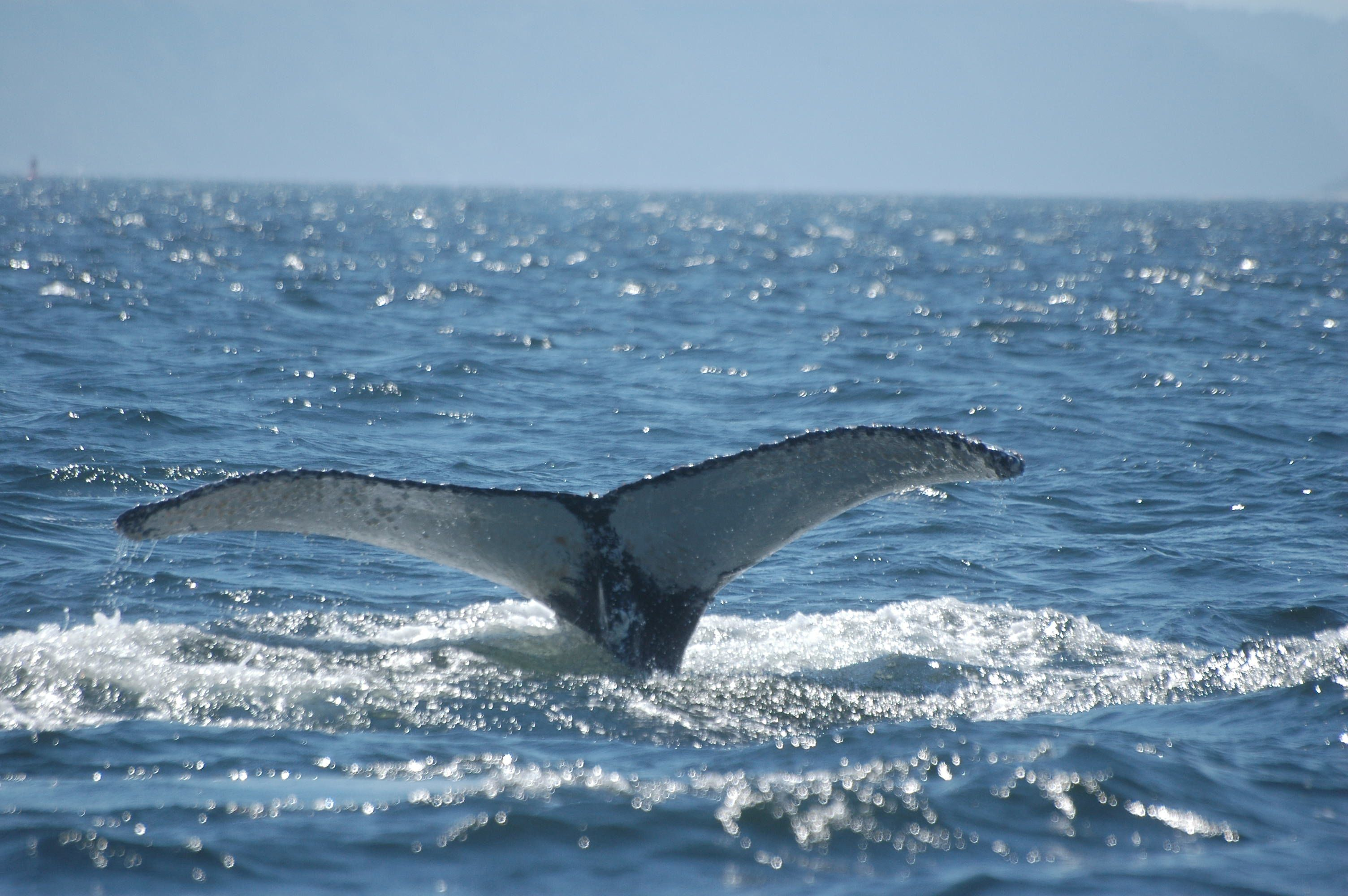
Buckelwal "Snow White" in der Bucht von Tadoussac

## Persönlichkeiten
- Charles Lapointe (* 1944), Politiker